# Acicula norrisi
Acicula norrisi es una especie de molusco gasterópodo de la familia Aciculidae en el orden de los Mesogastropoda.

## Distribución geográfica
Es endémica de Gibraltar y Málaga.

## Conservación
Acicula norrisi presenta una distribución reducida y fragmentaria, conociéndose únicamente 6 localidades, 4 en Gibraltar (Reino Unido) y 2 en Málaga (España). De estas dos últimas, la correspondiente a Genalguacil, en el Río Genal, se encuentra en grave peligro de desaparición por unas obras realizadas en la fuente en la que habitaba.
Esta especie se encuentra incluida en la Lista Roja de UICN con la categoría de Vulnerable.